# Paul Zils
Paul Zils (* 18. Juni 1915 im heutigen Wuppertal; † 30. März 1979 in München) war ein deutscher Dokumentarfilmer, der in den 1940er und 50er Jahren zu den wichtigsten Vertretern des indischen Dokumentarfilms gehörte. Er drehte in dem Land auch drei Spielfilme. Ebenso wie im Fall von Franz Osten blieb diese Arbeit seinerzeit in Europa nahezu unbeachtet.

## Leben
Zils begann 1933 als Lehrling bei der Ufa in Berlin und war dort bis 1938 als Autor und beim Filmschnitt tätig. 1936/37 war er Regie-Assistent bei drei Filmen von Paul Martin. Danach reiste er nach Afrika und in die USA, wo er ab 1939 für Wilhelm Dieterle und Max Reinhardt arbeitete. Er konnte die Paramount dafür gewinnen, ihm einen Film zu finanzieren, den er in Bali drehen wollte. Am 10. Mai 1940 wurde er dort während der Dreharbeiten zusammen mit anderen Deutschen von den Briten festgenommen und in ein Kriegsgefangenenlager auf Sumatra verbracht. Ein Jahr später wurden die Gefangenen in ein größeres Internierungslager in Indien (Bihar) verlegt, da die Japaner in Indonesien auf dem Vormarsch waren. Gemeinsam mit anderen talentierten Lagerinsassen organisierte Zils musikalische Bühnenaufführungen. Nach seiner Freilassung wurde ihm wegen seiner Filmerfahrungen die Führung der Außendienstabteilung in der von Ezra Mir geleiteten staatlichen Dokumentarfilmproduktionsgesellschaft Information Films of India angetragen. Ende Oktober 1945 kam er nach Bombay und begann seine Arbeit. Nach der Schließung der Information Films of India wurde Zils freischaffend und gründete 1948 seine eigene Gesellschaft Documentary Films of India; der 1949 entstandenen neuen staatlichen Produktionsgesellschaft Films Division trat Zils nicht mehr bei. Zur Popularisierung des Dokumentarfilms unterstützte er 1949 das unter anderem von Mulk Raj Anand, B. K. Karanjia, Vikram Sarabhai, Frene Talyarkhan und Jagmohan herausgegebene vierteljährliche Magazin Indian Documentary. Nach vier Ausgaben wurde die Zeitschrift wieder eingestellt, Zils veröffentlichte sie jedoch fünf Jahre später bis 1959 selbst.
Ab Ende der 1940er Jahre arbeitete Zils eng mit dem Dokumentarfilmer Fali Bilimoria zusammen, der ihm sowohl bei Kamera wie Regie assistierte, bzw. gleichen Anteil daran hatte. Bei einigen Filmen der 1940er Jahre wurde Zils auch von dem erfahrenen indischen Dokumentarfilmer P. V. Pathy unterstützt. 1950 bis 1952 versuchte sich Zils als Spielfilmregisseur und drehte drei Filme mit Dev Anand. Er wandte sich danach jedoch wieder dem Dokumentarfilm zu. Mitte der 1950er Jahre investierte der Konzern Burmah Shell in die Produktion von Dokumentarfilmen und gründete eine Filmabteilung (Shell Film Unit) nach dem Vorbild der britischen GPO Film Unit der 30er Jahre. Stuart Legg, Chef der Shell Film Unit, setzte als Leiter in Indien den Kanadier James Beveridge ein, der bereits unter John Grierson beim National Film Board of Canada gearbeitet hatte. Mit den Produktionen wurden Zils und Harisadhan Dasgupta beauftragt. Es entstanden lose Serien von Filmen über die Hauptindustriezweige, Handwerk und das Leben der indigenen Bevölkerung Indiens, die Zils gemeinsam mit Bilimoria produzierte und drehte. Ab 1955 arbeitete mit ihnen auch der in den 1960er und 70er Jahren führende indische Dokumentarfilmer Sukhdev als Assistent, der Zils später als seinen Lehrmeister bezeichnete.
Für die Filmreihe Major Industries in India schufen sie eine 40-minütige Dokumentation über das Leben und die Arbeit in der Stahlwerkerstadt Jamshedpur und Filme über die Textilindustrie und Landwirtschaft. Zu den Produktionen der Reihe Life in India gehörten A Village in Travancore (1956), The Martial Dances of Malabar (1958), Oraons of Bihar (1958) und The Vanishing Tribe (1958). A Village in Travancore zeigte das Leben einer Familie im südindischen Travancore (heute in Kerala). Der Film wurde 1957 auf dem Cork Film Festival als bester Dokumentarfilm ausgezeichnet. Der Jury-Vorsitzende des Festivals Basil Wright lobte ihn insbesondere für seine ästhetische Qualität, die laut Zils ein Resultat der bei Shell gegebenen künstlerischen Freiheit war. The Vanishing Tribe porträtiert das in den Nilgiris lebende Volk der Toda. Zils zeigte die Rituale und den Lebensalltag dieses Stammes ebenfalls am Beispiel einer Familie. Sie sind die indigenen Bewohner der Nilgiris, ihre Herkunft kann diese ethnologische Studie jedoch nicht klären.
Paul Zils war auch in Organisationen der Filmschaffenden aktiv. Von 1957 bis 1959 war er Präsident der Indian Documentary Producers Association (IDPA). Im März 1959 kehrte er nach Deutschland zurück und arbeitete in München bei Deutsche Condor Film GmbH, für die er mehrere Lehrfilme in Indien drehte, wo er auf seine alten Kontakte zu Bilimoria und anderen zurückgreifen konnte. Mitte der 1960er Jahre drehte er in Ceylon einige Filme über den Buddhismus, die auch als Lehrfilme für den Schulunterricht verwendet wurden.

## Filme

### Spielfilme
- 1936: Glückskinder (Regie-Assistenz)
- 1937: Sieben Ohrfeigen (Regie-Assistenz)
- 1937: Fanny Elßler (Regie-Assistenz)
- 1950: Hindustan Hamara
- 1952: Zalzala
- 1952: Shabash

### Dokumentarfilme (Auswahl)
- 1945: Bombay – The Story of the Seven Isles
- 1947: India’s Struggle for National Shipping
- 1948: Mother-Child-Community
- 1949: A Nite with Stars[8]
- 1949: Kurvandi Road
- 1949: White Magic
- 1949: The Last Jewel
- 1949: General Motors in India
- 1949: A Tiny Thing Brings Death
- 1949: Two Worlds
- 1950: Our India
- 1954: A Family in Bangalore
- 1954: Ujala
- 1955: Fisherfolk of Bombay
- 1955: Major Industries of India: Agriculture
- 1956: Major Industries of India: Textiles
- 1956: The School
- 1956: The Ripening Seed
- 1956: A Village in Travancore
- 1956: Major Industries of India: Iron and Steel
- 1957: New Life of a Displaced Person
- 1957: Maa – The Story of an Unwed Mother
- 1957: Fifty Miles from Poona
- 1958: The Vanishing Tribe
- 1958: Oraons of Bihar
- 1958: Martial Dances of Malabar
- 1961: Jalgaon. Ein Dorf im Dekkan (Indien)[9][10]
- 1962: Auf einer Teeplantage in Dardschiling[11]
- 1962: Rourkela – Stahl für Indien[12][13]
- 1963: Buddhismus in Ceylon[14]
- 1963: Alles in Fluß (Kurz-Dokumentarfilm)
- 1964: Glaube und Leben der Hindus[15]

- ohne zeitliche Einordnung:
  - Time and the Nation (Ceylon)
  - Training for Progress (Ceylon)

Anmerkung: